# Emilia Fox
Emilia Rose Elizabeth Fox (n. 31 iulie 1974, Londra, Anglia) este o actriță britanică de film, teatru și TV.

## Filmografie
| An   | Titlu                               | Rol                           | Note                        |
| ---- | ----------------------------------- | ----------------------------- | --------------------------- |
| 1999 | The Rat Trap                        | Pippa                         | film scurt                  |
| 2000 | The Magic of Vincent                | Gina                          | film scurt                  |
| 2002 | Pianistul                           | Dorota                        |                             |
| 2002 | Hideous Man                         | Girl on swing                 | film scurt                  |
| 2002 | The Soul Keeper                     | Sabina Spielrein              |                             |
| 2003 | Trei șoareci orbi                   | Claire Bligh                  |                             |
| 2003 | The Republic of Love                | Fay                           |                             |
| 2004 | The Life and Death of Peter Sellers | Lynne Frederick (nemenționat) |                             |
| 2004 | Cashback                            | Sharon                        | film scurt                  |
| 2005 | Things to Do Before You're 30       | Kate                          |                             |
| 2005 | Tigrul și zăpada                    | Nancy Browning                |                             |
| 2005 | O dădacă plină de surprize          | Rosie Jones                   |                             |
| 2006 | Free Jimmy                          | Bettina                       | Voce (versiunea în engleză) |
| 2006 | Cashback                            | Sharon Pintey                 |                             |
| 2007 | Honeymoon                           | Dawn                          | film scurt                  |
| 2008 | Flashbacks of a Fool                | Sister Jean                   |                             |
| 2009 | Dorian Gray                         | Lady Victoria Wotton          |                             |
| 2010 | The Man Who Married Himself         | Sarah                         | film scurt                  |
| 2010 | Ways to Live Forever                | Mama                          |                             |
| 2011 | A Thousand Kisses Deep              | Doris                         |                             |
| 2013 | Suspension of Disbelief             | Claire Jones                  | În filmări                  |

| An           | Titlu                            | Rol                          | Note                                                                   |
| ------------ | -------------------------------- | ---------------------------- | ---------------------------------------------------------------------- |
| 1995         | Mândrie și prejudecată           | Georgiana Darcy              | miniserial TV                                                          |
| 1997         | Rebecca                          | The Second Mrs. de Winter    | film de televiziune                                                    |
| 1997         | Bright Hair                      | Ann Devenish                 | film de televiziune                                                    |
| 1997         | The Temptation of Franz Schubert | Karoline von Esterhazy       | film de televiziune                                                    |
| 1998         | Blink                            | Nicki                        | film scurt de televiziune                                              |
| 1998         | Verdict                          | Charlie Moyes                | Episodul: "The Doctor's Opinion"                                       |
| 1999         | The Round Tower                  | Vanessa Ratcliffe            | film de televiziune                                                    |
| 1999         | Shooting the Past                | Spig                         | film de televiziune                                                    |
| 1999         | The Scarlet Pimpernel            | Minette Roland               | Episodul: "The Scarlet Pimpernel"                                      |
| 1999         | David Copperfield                | Clara Copperfield            | film de televiziune                                                    |
| 2000         | Other People's Children          | Dale                         | Episodul: "1.3"                                                        |
| 2000         | The Wrong Side of the Rainbow    |                              | serial TV                                                              |
| 2000-2001    | Randall & Hopkirk (Deceased)     | Jeannie                      | 11 episoade                                                            |
| 2001         | Bad Blood                        | Jackie Shipton               | film de televiziune                                                    |
| 2002         | Coupling                         | Wilma                        | Episodul: "Faithless" Episodul: "Unconditional Sex"                    |
| 2003         | Elena din Troia                  | Cassandra, Prințesă a Troiei | film de televiziune                                                    |
| 2003         | Henric al VIII-lea               | Jane Seymour                 | film de televiziune                                                    |
| 2004         | Gunpowder, Treason & Plot        | Lady Margaret                | film de televiziune                                                    |
| 2004–prezent | Silent Witness                   | Dr. Nikki Alexander          | 64 episoade                                                            |
| 2006         | The Virgin Queen                 | Amy Dudley                   | miniserial TV                                                          |
| 2006         | Marple: The Moving Finger        | Joanna Burton                | film de televiziune                                                    |
| 2006         | Born Equal                       | Laura                        | film de televiziune                                                    |
| 2007         | Fallen Angel                     | Angel Rosemary Byfield       | Episodul: "The Four Last Things" Episode: "The Judgement of Strangers" |
| 2007         | Ballet Shoes                     | Sylvia Brown                 | film de televiziune                                                    |
| 2008         | The Game's Up                    |                              | film de televiziune                                                    |
| 2008         | The Queen                        | Queen Elizabeth II           | Episodul: "Sisters"                                                    |
| 2009-2011    | Merlin                           | Morgause                     | 11 episoade                                                            |
| 2010         | Bookaboo                         |                              | Episodul: "The Spider and the Fly"                                     |
| 2012         | Upstairs Downstairs              | Lady Portia Alresford        | Episodul: "A Perfect Specimen of Womanhood"                            |
| 2012         | Falcón                           | Ines                         | Episodul: "The Blind Man of Seville"                                   |